# Jocelyn Field Thorpe
Pour les articles homonymes, voir Thorpe.
Jocelyn Field Thorpe (1er décembre 1872 - 10 juin 1940) est un chimiste britannique qui apporte des contributions majeures à la chimie organique, notamment l'effet Thorpe-Ingold.

## Jeunesse et éducation
Thorpe est né à Clapham, Londres le 1er décembre 1872, l'un des neuf enfants et le sixième fils, de M. et Mme WG Thorpe du Middle Temple. Il fréquente le Worthing College, puis, de 1888 à 1890, étudie l'ingénierie au King's College de Londres. Il rejoint ensuite le Royal College of Science de 1890 à 1892 pour étudier la chimie. Il obtient son doctorat en chimie organique sous Karl von Auwers à l'université de Heidelberg en 1895. En 1895, il rejoint l'Owens College de Manchester (qui devient une partie de l'université de Manchester en 1904), commençant comme assistant de William Henry Perkin Jr., devenant lecteur en 1896 et maître de conférences en 1908. Cette année-là, il est élu FRS et reçoit une bourse Sorby de la Royal Society pour étudier à Sheffield.

## Carrière et recherche
En 1908, il part à l'université de Sheffield pour un poste de recherche à plein temps et, en 1913, il postule et obtient la chaire de chimie organique à l'Imperial College, poste qu'il occupe jusqu'en 1939. Le précédent titulaire est Thomas Edward Thorpe - bien que les deux ne sont pas liés, son père est un ami proche de TE Thorpe et c'est ce dernier qui le persuade de passer de l'ingénierie à la chimie dans sa carrière de premier cycle.
Avec William Henry Perkin Jr. à Manchester, il travaille sur les terpènes (les principaux constituants de nombreuses huiles essentielles), en particulier sur le camphre et ses dérivés. À l'Imperial College à partir de 1913, il entreprend une réorganisation indispensable du département de chimie organique. Avec le déclenchement de la guerre en 1914, il se lance dans le travail de guerre et se révèle être un administrateur créatif au sein, entre autres, des comités de défense chimique et de guerre des tranchées, et de 1916 à 1922, il sert dans le Conseil consultatif du Département de la Recherche scientifique et industrielle nouvellement formé et très influent. Son travail sur la chimie pendant la guerre est très concerné par le développement de lacrymogènes et d'agents analgésiques tels que la phénacétine et la novocaïne.
Après la guerre, il reste dans de nombreux comités et est fréquemment consulté par des organismes gouvernementaux et industriels. Ses réorganisations départementales se poursuivent, mais cette période d'après-guerre voit une grande partie de ses meilleures recherches. Avec Christopher Kelk Ingold, démonstrateur au département de chimie de 1920 à 1924, Thorpe travaille sur la «déviation de valence» (parfois appelée effet Thorpe-Ingold). Cela découle de l'observation selon laquelle l'augmentation de la taille de deux des substituants au niveau d'un atome de carbone lié de manière tétraédrique conduit à des vitesses de réaction intramoléculaires plus élevées entre des parties des deux autres substituants.
Trois réactions organiques portent son nom. La réaction de Thorpe est une réaction chimique décrite comme une auto-condensation de nitriles aliphatiques catalysée par une base pour former des énamines. La réaction de Thorpe-Ziegler est la modification intramoléculaire avec un dinitrile comme réactif et une cétone cyclique après hydrolyse acide. Dans la condensation de Guareschi-Thorpe, le cyanoacétamide réagit avec une 1,3-dicétone en une 2-pyridone,,.

## Ouvrages
Thorpe écrit de nombreux articles, en particulier dans le Journal of the Chemical Society Transactions ; certains sont cités par Linstead. Il écrit également trois livres, tous disponibles à la British Library :
- J. C. Cain et J. F. Thorpe, The synthetic dyestuffs and the intermediate products from which they are derived (1905);
- C. K. Ingold et J. F. Thorpe, Synthetic colouring matters - vat colours (1923);
- J. F. Thorpe et M. Whiteley, A Student’s Manual of Organic Chemical Analyses (1925).

Dans ses dernières années, il est coéditeur de plusieurs volumes du Dictionary of Applied Chemistry de TT Thorpe.

## Honneurs et récompenses
Thorpe devient membre de la Royal Society en 1908, reçoit un CBE en 1917 et, la même année, devient officier de la Légion d'honneur. En 1921, il devient vice-président de la Chemical Society et reçoit sa médaille Longstaff en 1917. En 1922, il reçoit la médaille Davy de la Royal Society. Il devient président de la Chemical Society de 1928 à 1931 et est fait chevalier (KBE) en 1939,.